# الهمزية (البوصيري)
القصيدة الهمزية المسماة أم القرى لمحمد بن سعيد بن حماد الصنهاجي البوصيري (ت 696هـ / 1296م)، إحدى أشهر قصائد المديح النبوي عند المسلمين، تتميز ببلاغتها وقوة نظمها، وشموليتها بحيث تتناول الكثير من موضوعات السيرة النبوية والشمائل المحمدية، إضافةً إلى ما فيها من ذكر للصحابة وأمهات المؤمنين، ودعاء وتوسل وغير ذلك. يقول الإمام ابن حجر الهيتمي:

## شروحها
حظيت الهمزية باهتمام كثير من أهل العلم، فتناولوها شرحاً وتبييناً، فمن هذه الشروح:
- شرح شمس الدين محمد بن عبد المنعم بن محمد الجوجري (ت 889هـ).
- شرح شهاب الدين أحمد الهيتمي المكي الشافعي (ت 974هـ)، واسمه المنح المكية في شرح الهمزية.
- شرح شهاب الدين أحمد بن أحمد بن عبد الحق السنباطي (ت 990هـ).
- شرح الشيخ محمد بن أبي الوفاء الخلوتي الحموي، واسمه نهاية الأمنية في شرح الهمزية.
- شرح الشيخ أحمد بن يوسف البرلسي ابن الأقيطع (ت 1001هـ) واسمه النخبة السنية.
- شرح الشيخ شمس الدين محمد بن عبد الله الغزي الحنفي المعروف بالتمرتاشي.
- شرح الشيخ أحمد بن عبد الوهاب الفاسي.
- شرح الإمام سليمان الجمل (ت 1204هـ) سماه الفتوحات الأحمدية بالمنح المحمدية على متن الهمزية، وهو شرح مختصر لخصه من شرح ابن حجر «المنح المكية».
- شرح الشيخ محمد بن أحمد بنيس واسمه لوامع أنوار الكوكب الدري في شرح همزية البوصيري، ينقل فيه عن ابن حجر كثيراً.